# 虹鱒
虹鳟（学名：Oncorhynchus mykiss），又作虹鮭、麥奇鉤吻鮭，是鲑科麻哈魚屬的一種广盐性淡水辐鳍鱼，其主要栖息于沿海水域的咸水洄游亚种也称硬头鳟。虹鳟原产于北美洲的太平洋西北地区和白令海沿岸，其中一些亚种因栖息地破坏在其原生区域已经处于濒危状态，但作为一种很受西方国家欢迎的食用鱼和游钓鱼，自1875年以来已经广泛被养殖、人工扩散并引进放流到除了南极洲以外的世界各大洲的湖泊和河流环境内并建立了可自我维持的野生种群，是全球分布最广的一种鳟鱼，在一些地区甚至已经被视作入侵物种。
虹鳟的拉丁文种小名mykiss源自德国自然历史学、鱼类学家与生物分类学家约翰·朱利叶斯·沃尔鲍姆（Johann Julius Walbaum，1724～1729）在1792年从堪察加半岛获取的一条正模标本，当时音译了当地堪察加语中的叫法mykizha。

## 特徵
与其它鲑形目鱼一样，虹鳟的鱼体呈纺锤形，平均体长51—76（20—30英寸），口大而吻部偏圆，周身鱗片細小，背鰭軟條10至12枚；臀鰭軟條8至12枚，鱼尾呈方角且只有少许分叉。栖留在河流的成年淡水虹鳟平均体重在0.5—2.3（1—5磅），而栖息湖泊和沿海洄游的成年鱼平均体重可以达到3.6—9.1（8—20磅）。现今的游钓鱼长度世界纪录是2020年10月9日在新西兰南岛坎特伯雷大区的奥豪河（Ōhau River）捕到的一条引进虹鳟，长94（37英寸）；体重纪录是2009年9月5日在加拿大薩克其萬省的迪芬貝克湖（Lake Diefenbake）捕到的，重21.77（48磅）。
虹鳟的体色随着地域和亚种而变，淡水成年鱼通常为蓝绿色或橄榄绿色并通体遍布深黑色斑点，从鱼鳃起有一条宽长的红晕沿着侧线纵穿到鱼尾（特别是在繁殖期的雄鱼身上），在周围的深色鱼皮衬托下看似彩虹，因而得名。湖栖和海栖的虹鳟身体则更偏银色，几乎完全没有红纹。幼年的虹鳟和其它鲑科鱼一样会显示8～13个垂直于侧线的椭圆斑纹，红带鳟和金鳟亚种的幼鱼斑通常会残留至成鱼期。一些沿海亚种（硬头鳟）、哥伦比亚河红带鳟和与割喉鳟杂交出的所谓的“割虹鳟”（cutbow）会展示与割喉鳟相似的鳃部红纹。在许多地区，孵鱼场放流的虹鳟在脂鳍上会留有野生虹鳟所没有的切痕。

### 亚种
根据美国鱼类学家罗伯特·J·本克（Robert J. Behnke，1929～2013）于2002年的描述，虹鳟的各种亚种如下：
| 地理分类   | 俗称                                                                                    | 学名 | 分布 | 图片                                 |
| ---------- | --------------------------------------------------------------------------------------- | --- | --- | ------------------------------------ |
| 指名亚种   | 勘察加虹鳟 Kamchatkan rainbow trout                                                     | O. m. mykiss (Walbaum, 1792) | 西太平洋的堪察加半岛和科曼多尔群岛，（偶尔）鄂霍次克海最南可达黑龙江口 |                                      |
| 沿海形态   | 沿海虹鳟 Coastal rainbow trout 也称硬头鳟                                               | O. m. irideus (Gibbons, 1855) | 北太平洋沿岸支流，从阿拉斯加的阿留申群岛最南可以到达南加利福尼亚 | 沿海虹鳟的咸水（上）和淡水形态（下） |
| 沿海形态   | 比尔兹利鳟 Beardslee trout （硬头鳟分离在内陆湖的一个特殊鱼群，严格意义上不是独立亚种） | O. m. irideus var. beardsleei (Jordan, 1896) | 美国华盛顿州奥林匹克国家公园的月牙湖（Lake Crescent） | 沿海虹鳟的咸水（上）和淡水形态（下） |
| 红带形态   | 哥伦比亚河红带鳟 Columbia River redband trout （洄游形态称作红带硬头鳟）                | O. m. gairdneri (Richardson, 1836) | 哥伦比亚河在华盛顿、爱达荷和蒙大拿州的支流 | 哥伦比亚河红带鳟 O. m. gairdneri     |
| 红带形态   | 阿萨巴斯卡虹鳟 Athabasca rainbow trout                                                  | O. m. spp. | 加拿大阿尔伯塔省阿萨巴斯卡河源头 | 哥伦比亚河红带鳟 O. m. gairdneri     |
| 红带形态   | 麦克劳德河红带鳟 McCloud River redband trout                                            | O. m. stonei (Jordan, 1894) | 北加利福尼亚麦克劳德河（McCloud River）在沙斯塔山以南的支流 | 哥伦比亚河红带鳟 O. m. gairdneri     |
| 红带形态   | 羊天溪红带鳟 Sheepheaven Creek redband trout                                            | O. m. spp. | 北加利福尼亚锡斯基尤县的羊天溪（Sheepheaven Creek） | 哥伦比亚河红带鳟 O. m. gairdneri     |
| 红带形态   | 大盆地红带鳟 Great Basin redband trout                                                  | O. m. newberrii (Girard, 1859) | 俄勒冈东南和大盆地周边的内华达和加利福尼亚部分地区 | 哥伦比亚河红带鳟 O. m. gairdneri     |
| 红带形态   | 鹰湖鳟 Eagle Lake trout                                                                 | O. m. aquilarum (Snyder, 1917) | 北加利福尼亚拉森县的鹰湖（Eagle Lake） | 哥伦比亚河红带鳟 O. m. gairdneri     |
| 红带形态   | 锦碌虹鳟 Kamloops rainbow trout                                                         | O. m. kamloops strain (Jordan, 1892) | 加拿大英属哥伦比亚省的数个湖泊，特别是锦碌湖和库特内湖 | 哥伦比亚河红带鳟 O. m. gairdneri     |
| 克恩河金鳟 | 金鳟 Golden trout                                                                       | O. m. aguabonita (Jordan, 1892) | 加利福尼亚州中央谷地图莱里县和克恩县（Kern River）支流 | 克恩河金鳟 O. m. aguabonita          |
| 克恩河金鳟 | 克恩河虹鳟 Kern River rainbow trout                                                     | O. m. gilberti (Jordan, 1894) | 加利福尼亚州图莱里县的克恩河上游 | 克恩河金鳟 O. m. aguabonita          |
| 克恩河金鳟 | 小克恩河金鳟 Little Kern golden trout                                                   | O. m. whitei (Evermann, 1906) | 加利福尼亚州图莱里县小克恩河（Little Kern River）大约100英里（160）的河段 | 克恩河金鳟 O. m. aguabonita          |
| 墨西哥形态 | 墨西哥虹鳟 Mexican rainbow trout                                                        | O. m. nelsoni (Evermann, 1908) | 墨西哥下加利福尼亚半岛和南至杜兰戈的西马德雷山脉水系 |                                      |
| 变异形态   | 金虹鳟 Golden rainbow trout （或称金黄鳟 Palomino trout）                               | 所谓的“金虹鳟”或“金黄鳟”是从西弗吉尼亚一个孵鱼场1955年的一条O. mykiss的变异鱼配种而来。金虹鳟大体是黄色，缺少通常的绿底黑点，但是保留了红色侧纹，并非自然出现的克恩河金鳟（O. m. aguabonita）；金黄鳟则处于通常的虹鳟和金色之间。 | 所谓的“金虹鳟”或“金黄鳟”是从西弗吉尼亚一个孵鱼场1955年的一条O. mykiss的变异鱼配种而来。金虹鳟大体是黄色，缺少通常的绿底黑点，但是保留了红色侧纹，并非自然出现的克恩河金鳟（O. m. aguabonita）；金黄鳟则处于通常的虹鳟和金色之间。 | 金虹鳟                               |

## 生态

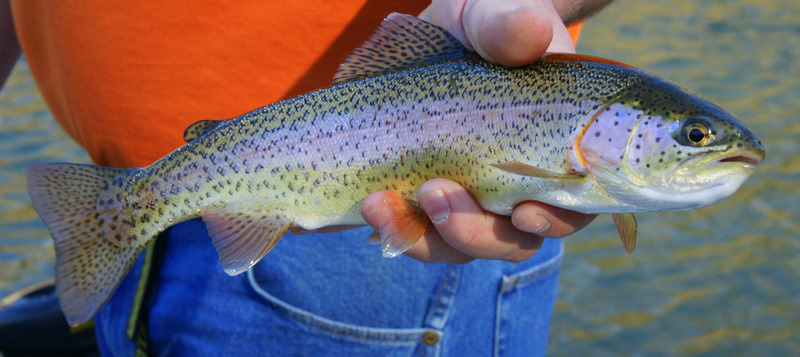
淡水虹鳟

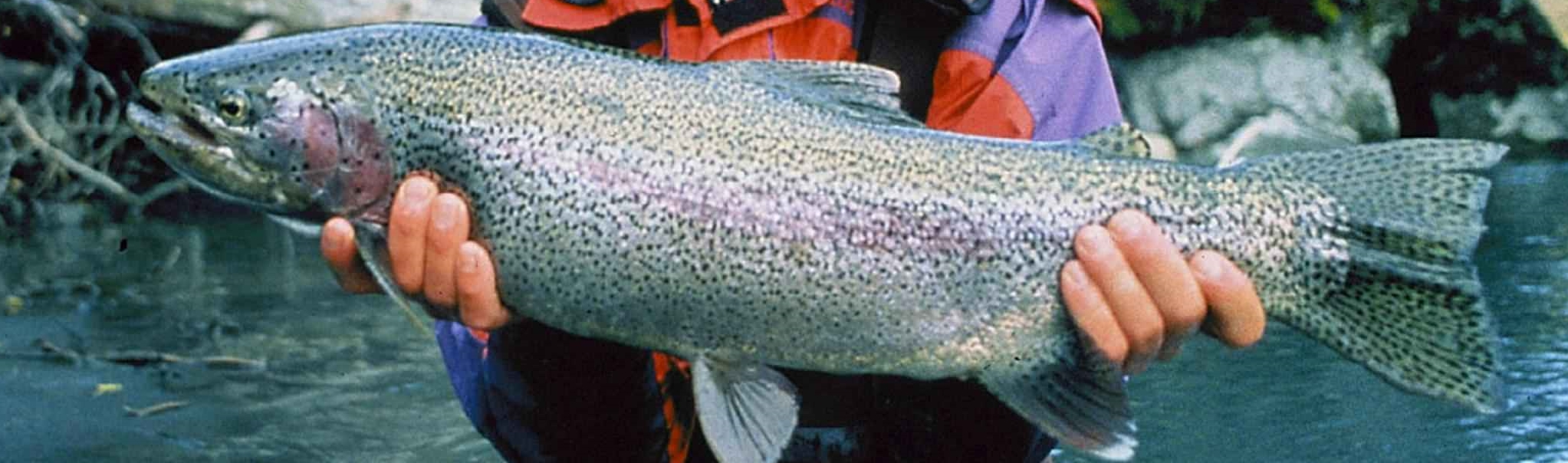
硬头鳟

淡水虹鳟喜欢栖息在水温较凉（最佳水温10—22 °C或50—72 °F）、水氧较高的水域，在较大的水体（比如湖泊）中更为成功，但需要足够的浅水区进行觅食。在春季繁殖期，虹鳟喜欢寻找流速快、水质清、底有砂石的上游溪流和浅滩进行交配产卵。
沿海虹鳟（硬头鳟）在幼年时期和其它淡水虹鳟没有差别，成年后则会在5～6月时迁徙至咸水和半咸水区似海鱼一般生活，之后在繁殖期分冬夏两批洄游到出生地的淡水区交配产卵——冬季洄游的虹鳟通常性成熟后才离开海水区，时间在十一月到四月之间，在进入淡水区后很快就会产卵，繁殖地也通常是沿海纵深较短的河流；夏季洄游的虹鳟则在性成熟之前就离开海水区，时间通常在五月到十月之间，在逆流而上的过程中逐渐完成性成熟，繁殖区一般在距离出海口较远的内陆水域。

### 食性
虹鳟是食谱较宽的肉食性动物，会不挑剔的进食任何能捕到的猎物，但不像褐鳟和红点鲑那样喜欢食鱼并极富攻击型。在流速较快的河流中，虹鳟会采取比较投机的觅食策略，通常会像伏击捕食者一样在水底静静等待有食物漂到附近才游过去吞食；在较为平静的水体内，虹鳟则会主动在水域内不断“巡游”，有时也会持续跟踪并突袭猎物。
淡水虹鳟（包括还生活在淡水区的幼年硬头鳟）普遍以水生昆虫（通常为石蛾、石蝇、蜉蝣和水生蚊蝇）的幼体、蛹和成体为食，但也会捕食鱼卵、陆生昆虫（通常为蚂蚁、甲虫、蚂蚱和蟋蟀），以及小于自己体长三分之一的小鱼、鳌虾、虾类和其它甲壳动物，并且会捕食新孵化的两栖动物（比如蛙类的蝌蚪）和蛇类（比如水游蛇）。一些湖栖亚种甚至会杂食浮游生物。随着虹鳟的成长，绝大多数种群的食谱中鱼类占有的比例也会增加，有时还会食腐其它鱼类的残躯。在与其它鲑科鱼共享同一个河川溪流时，虹鳟也会偷食鲑鱼、褐鳟、割喉鳟、山地柱白鲑以及其它虹鳟的鱼卵。进入海洋的成年硬头鳟主要捕食其它鱼类、鱿鱼和端足动物。
野生的虹鳟如果食谱中甲壳动物较多，就会因为虾青素在体内积累而使得肉色偏橘红。如果食物中有恰当的色氨酸，虹鳟的免疫力和抗应激功能也会改善。

### 生命周期
虹鳟（包括硬头鳟）有记录的最长寿命是11年，但野生淡水虹鳟的平均预期寿命为4～6年。虹鳟通常在春季（北半球是一到六月、南半球是九到十一月）水温至少达到6至7 °C（42至44 °F）的时候产卵，无论淡水还是沿海亚种在繁殖期都会有或多或少的逆流迁徙（洄游）行为，而且会优先回到个体自己出生的上游水域去繁衍后代。

#### 淡水虹鳟
原生的淡水虹鳟通常栖息在北太平洋流域的水温较凉、水草茂盛的内陆湖泊和湿地中，需要足够的浅水区来保证食源；在繁殖期会到上游水氧丰富、砾石为底的浅宽河流和碎砂溪流，但已归化到其它栖息地的虹鳟很成功的适应了基岩为底的泉溪和水塘。
虹鳟的繁殖地点一般是细砾为底的浅滩，雌鳟会侧过身体用尾部击打水底来清理出一个产卵区，然后产下每公斤体重2000～3000粒、直径为 4—5（5⁄32—3⁄16英寸）的鱼卵，而雄鳟会紧贴着伴游并释放精液对刚产下的鱼卵进行即时的体外受精。在鱼卵沉到砾石缝隙之间后，雌鱼会马上在上游继续击打水底掀起细砂将其覆盖。受精卵会在四到七周时间内孵化成尚无游动能力、依赖卵黄囊存活的仔鱼（英文中称为alevin），在两周后卵黄囊消退并发育成可以有限活动并觅食浮游动物的稚鱼（fry，即俗称的“鱼苗”）。在稚鱼体长达到大概人类手指的长度时基本上已经发育出了能保护自身的鱼鳞和足够强壮的鱼鳍可以自由活动，因此也俗称“指鱼”（fingerling）。稚鱼随后进一步成长为形态开始类似成年鱼的幼鱼（parr）并开始在体侧展现标志性的幼鱼斑纹，在之后几年的生长速度会随着地区、栖息环境、生命经历和食源情况而变化，幼斑消失后发育成为体态更为成熟的龄鱼（smolt），直到性成熟后真正变成可以繁衍下一轮生命周期的成鱼（adult）。

#### 硬头鳟
在河口湾附近沿海的咸水和半咸水区中栖息的虹鳟在加拿大和美国被俗称为硬头鳟（steelhead）；而在澳洲的塔斯马尼亚，这些海栖虹鳟被商业引进用来在海笼内进行水产养殖，通常俗称“洋鳟”（ocean trout）。因为长时间栖息在水温更低的海水中，硬头鳟通常比淡水虹鳟体型更庞大，而且外表特征更接近海鱼，在淡水区成长时带有的标志性侧线红纹也几乎完全消失，只在交配期才会重现。
和各类鲑鱼一样，硬头鳟在繁殖期需要逆河洄游到自己出生的淡水区去产卵。但和同属的许多单次繁殖后就死亡的太平洋鲑（比如狗鲑、红鲑、粉红鲑和帝王鲑）不同，硬头鳟可以连续几年在淡水和咸水之间往返与进行多次繁殖，虽然在原生的自然环境下每次洄游只有不到10％的硬头鳟能够存活；而被引进到五大湖流域的硬头鳟种群的存活率却可高达70％。
当幼年硬头鳟逐渐发育成熟并准备离开淡水区迁移到海洋时，在生理上会发生“青年化”（smoltification，也称“银化”）转变来适应咸水环境，包括身形变得更加尖长、鱼皮变成更加单调的灰白色、背部斑点变小融为轻微的反影伪装、鱼鳞的反光度增加、以及鱼鳃中的钠钾泵增多来增强自身的渗透压调节能力。这种变化的成因可能是淡水虹鳟和硬头鳟之间出现了基因异同，使得硬头鳟比其它淡水亚种有着更佳的广盐性。
幼年硬头鳟在迁移到海洋之前可能会在淡水河流中生活一到三年。在到达海洋后，硬头鳟会在繁殖期到来时分夏冬两批洄游到淡水中产卵：夏季洄游的硬头鳟在五月到十月间离开海洋，开始迁移时生殖器官尚未完全发育，在经过整个秋冬季逆流而上的过程同时达到性成熟，然后在春季到达上游淡水后开始产卵，通常会在流域较长、更深入内陆的河流（比如哥伦比亚河）中繁衍；冬季洄游的硬头鳟在十一月到四月间离开海洋，在洄游前就已经性成熟，进入淡水区后很快就会开始产卵，通常在沿岸较短的河流中繁衍（比如奥林匹克半岛和英属哥伦比亚海岸山脈外侧的水系）。当硬头鳟进入了淡水水体后，繁衍和生存习性就会和淡水虹鳟无异。

#### 成长与线粒体的氧化应激
鳟鱼在快速成长期的新陈代谢非常旺盛，因此氧化应激的程度高，细胞的自身修复也会下降。在高氧化应激的情况下，线粒体因为生产活性氧类所以是造成组织损伤最重要的细胞器。研究人员已经确认了虹鳟的心脏和脑部线粒体外膜的磷脂成分变化，而高应激时期（比如快速成长）时不同器官受到的氧化应激也会不同。磷脂的总量变化并不大，但随着年龄增加，虹鳟心脏中不饱和磷脂的含量变多，也因此更容易过氧化并遭到损伤；鱼脑则展现出更少的二十二碳六烯酸（DHA）和过氧化指数，意味着比心脏线粒体更不容易受到氧化应激损害。当虹鳟成年时，快速生长造成的线粒体外膜变化能引发电子传递链缺陷，与细胞修复能力的下降和活性氧类叠加会对线粒体造成更大的伤害。

### 疾病

#### 旋转病

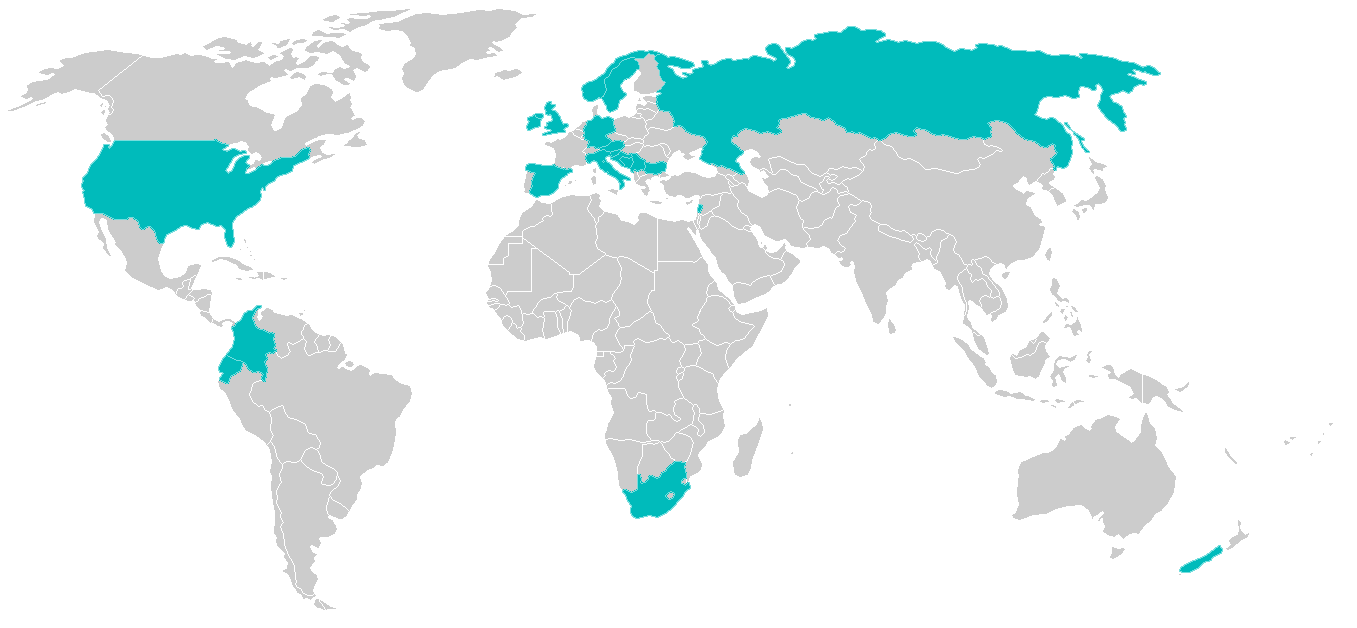
脑黏体虫在德国（1893）、意大利（1954）、苏联（1955）——包括萨哈林岛（1960）、美国（1958）、保加利亚（1960）、南斯拉夫（1960）、瑞典（1966）、南非（1966）、苏格兰（1968）、紐西蘭（1971）、厄瓜多尔（1971）、挪威（1971）、哥伦比亚（1972）、黎巴嫩（1973）、爱尔兰（1974）、西班牙（1981）及英格兰（1981）均有报道

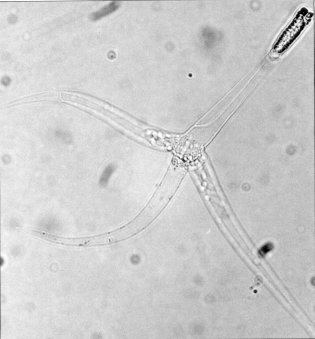
脑黏体虫

脑黏体虫（Myxobolus cerebralis）是常常感染鲑科鱼类（鲑鱼、鳟鱼、红点鲑、茴鱼、哲罗鱼等）的一种寄生黏孢子虫，会在养殖的鲑科鱼中引发一种俗称“旋转病”（whirling disease）的神经紊乱，但也能影响野生鱼群。这种病最早在19世纪末引进到德国的虹鳟中发现，但很快就扩散到了欧洲大部、北亚、美国、南非和其他国家。在1980年代，脑黏体虫被发现需要正颤蚓（Tubifex tubifex，一种环节动物）才能完成生命周期。
旋转病对幼鱼的摧残尤其严重，可以造成骨骼变形以及脑干与脊索的神经损伤，使得鱼出现“追着尾巴转圈游”的奇怪泳姿因而无法觅食并很容易被捕食者擒杀。幼鱼感染旋转病后死亡率极高（可以达到90％），而幸存者的骨骼和软骨也会永久性畸形并成为寄生虫滋生的温床，在宿主死后也会被释放到水中感染其它鱼。
脑黏体虫是对渔业经济冲击性最重要的黏体动物，是对鱼类致病性最强的病原体之一，也是最早被科学叙述的黏孢子虫，但不会传染人类。这种寄生虫原先只是中欧的褐鳟和东北亚的鲑科鱼体内一种较轻的病原体，但是虹鳟的广泛扩散使其对鱼群的冲击显著加剧。因为虹鳟对脑黏体虫没有先天免疫力，受感染尤其严重，并能滋生并释放足以过载其它鱼种已有免疫力的大量孢子，使得被感染的鱼群死亡率达到80～90％，并且让整个区域的鱼成群灭亡。
脑黏体虫在北美最早是1956年在宾夕法尼亚州被记录在案，但直到1990年代旋转病还普遍被认为是只影响孵鱼场内虹鳟的一个“可管理问题”。然而这种寄生虫最终成为了落基山诸州（科罗拉多、怀俄明、犹他、蒙大拿、爱达荷和新墨西哥州）自然水域的大患，并严重破坏了数条运动捕鱼的河流，美国西部的一些溪流甚至丧失了九成的鳟鱼。旅游业是美国西部许多州经济的重头产业，而休闲捕鱼是旅游的大项，比如垂钓参与者仅2005年就在蒙大拿州贡献了价值大约1.96亿美元、直接和鳟鱼相关的活动开销。此外，许多受到脑黏体虫感染的鲑科鱼（比如牛鳟、割喉鳟和硬头鳟）本身已经出于濒危和极危状态，受到寄生虫的影响更会使得种群锐减，直接威胁到与捕鳟鱼相关的各个产业。

#### 肠道红嘴病
肠道红嘴病（enteric redmouth disease）是淡水和咸水鱼中由鲁氏耶尔森氏菌（Yersinia ruckeri）引起的一种细菌感染，主要在虹鳟和其它养殖的鲑科鱼中发现，于1950年代在爱达荷州的虹鳟中首次发现。这种疾病主要特征是鱼嘴、鱼鳍和鱼眼部的皮下组织出血，最常见于水质较差的养鱼场。

## 分布

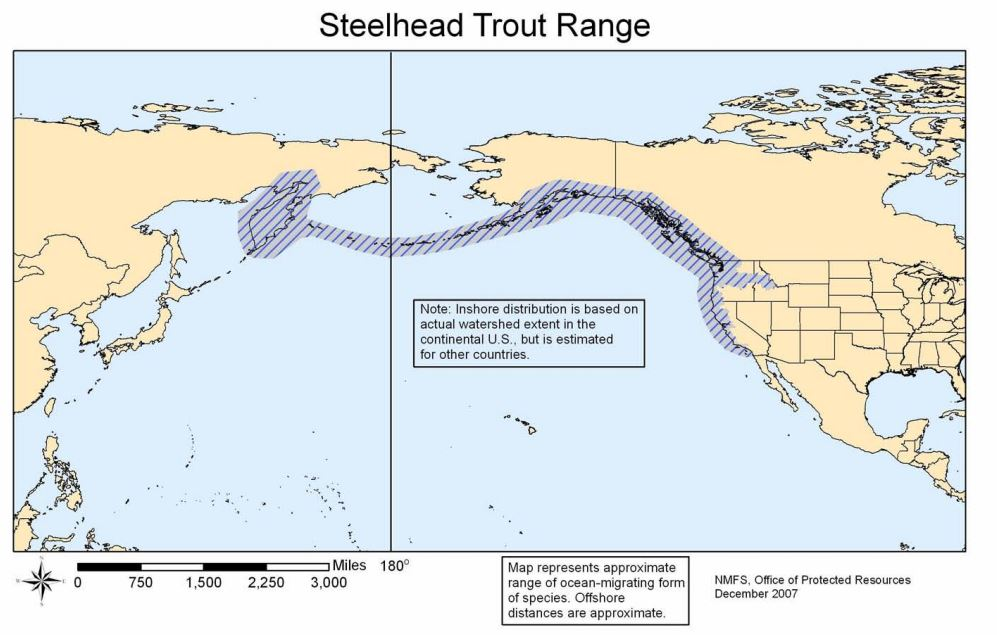
沿海虹鳟（硬头鳟）的原生区域

虹鳟的原生区域是北太平洋北岸和东北岸的沿海水域和河流，西起俄罗斯远东的堪察加半岛，向东沿着阿留申群岛到达阿拉斯加南岸，随后沿着北美太平洋西北地区的海岸线向东南沿着美国西岸一直延伸到下加利福尼亚半岛和墨西哥中部。一般认为分布最南可达杜兰戈的墨西哥虹鳟是所有鲑科鱼中最靠南的鱼种，虽然台湾特产的梨山鳟（樱鳟的亚种）也栖息在相似的亚热带纬度。硬头鳟（虹鳟的沿海亚种）可以沿着白令海沿岸的河流进入到阿拉斯加的内陆腹地；哥伦比亚河红带鳟则可以沿河向东进入内陆，一直到达其支流库特内河在北美大陆分水岭的源头。

### 人工迁移

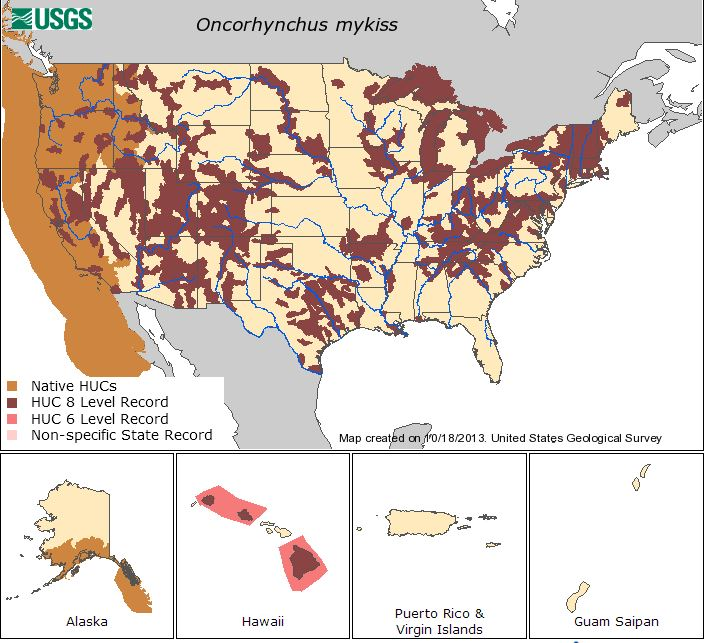
美国境内原生虹鳟（浅棕色）和引入虹鳟（深棕色和粉色）的分布地图

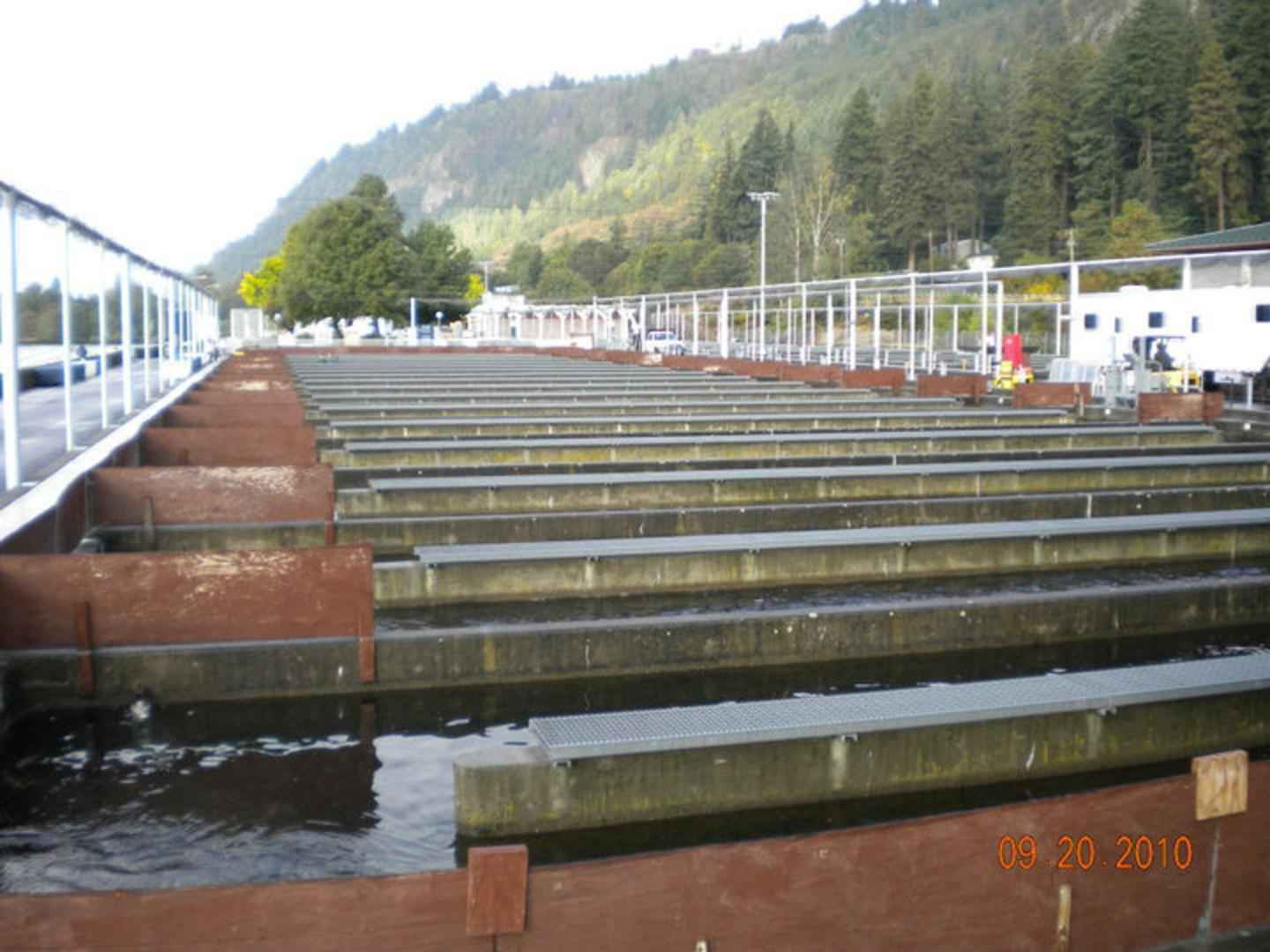
美国鱼类及野生动物管理局麾下的孵鱼场

从1870年开始，虹鳟就开始被孵鱼场用增殖放流的方式人工迁移到非原生的水体内。第一座虹鳟孵化场在1870年在加利福尼亚州旧金山湾支流的圣利安卓溪上建立，并在次年开始用捕捉到的当地虹鳟进行养殖。几年后，这座孵鱼场养殖的鳟鱼首次运输到其他州，先是在1875年售到纽约州的喀里多尼亚镇（Caledonia），随后在1876年售到密歇根州的诺斯维尔市（Northville）。在1877年，加州由国家鱼类保育系统首次管理的另一座联邦孵鱼场在萨克拉门托河支流麦克劳德河（McCloud River）上游的坎贝尔溪（Campbell Creek）上建立，将硬头鳟和当地麦克劳德河红带鳟的鱼卵不加分别的混合，并也向圣利安卓孵鱼场提供鱼卵，使得现今养殖出的虹鳟的基因历史较为复杂。到了今天，美国各地有数百家由鱼类及野生动物管理局、州政府机构和原住民部落运营的孵鱼场出于保育和休闲捕鱼的目的在人工放殖和扩散虹鳟。在美国，加利福尼亚州内华达山脉上的冰川湖最初是由人工携带装有虹鳟的水桶徒步盘山才能进行增殖放流。在有了固定翼飞机和直升机，直接飞过水面“地毯式轰炸”的空投成了最常见的放流手段，并且每年春季都会重新放流，因为负责人员认为每年冰封湖泊时会冻死一部分鱼，然而后续的研究发现七成的放殖湖泊都早已发展出了能够自我持续的鱼群。
加拿大十个省中有六个都拥有虹鳟养殖场，其中安大略省的产能最高。
英国早在1884年就从美国进口人工孵化的虹鳟，但虹鳟在英国本土只在德比郡的威河（River Wye，不是同名的威尔士威河）建立了自我维持的鱼群。如今这些归化的虹鳟种群在威河内和本土的褐鳟共存，大概占钓获鱼数的四分之一。
在欧洲大陆，巴尔干半岛的河流曾经是虫纹鳟（Salmo marmoratus）的繁盛区域，然而与自然入侵的褐鳟杂交导致其基因特殊性丧失。为此许多当地政府（比如斯洛文尼亚）尝试引入虹鳟。

### 入侵物种

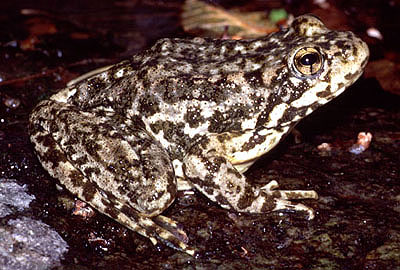
因为虹鳟会捕食蛙卵和蝌蚪，因而会严重威胁两栖动物的生态

虹鳟对新环境（特别是温带地区）的适应性优于鲑科大部分其它鱼类（比如褐鳟），可以忍耐夏季更高的水温，因此更容易在小型水体内存活，在被引进其原生栖息地以外的国家和地区后经常能成功建立可以自力更生的野生种群，以至于现在虹鳟鱼已经遍布世界上除了南极以外的每个大洲。但将非原生物种如此广泛的增殖放流对各地的原生物种会有严重的影响，而虹鳟这种食谱较广的肉食性动物会特别严重的威胁两栖动物幼体和无脊椎动物的生态。因此，国际自然保护联盟物种存续委员会的入侵物种专家小组（ISSG）已将虹鳟列为世界百大外来入侵种之中。
美国内华达山脉的高山湖泊中原本没有自然生长的鱼，但有着丰富数量的黃腿山蛙（Rana muscosa）。然而虹鳟的引入导致蛙类数量急剧下降直至濒危，以至于2001年后内华达山脉绝大多数湖泊的放流活动都停止，甚至开始了将虹鳟捕捞清除出湖泊的工程。
在新西兰和南美，虹鳟的放流对当地的休闲垂钓和旅游业有着良性的经济作用，同样成功被引入的还有褐鳟和其海鳟亚种。但原生鱼群和其它野生动物却时常因为外来物种的到来而遭殃，比如新西兰的尖吻南茴魚（Prototroctes oxyrhynchus）就在1930年代因为引入鳟鱼带来的竞争和疾病而灭绝。

## 经济价值

### 食用

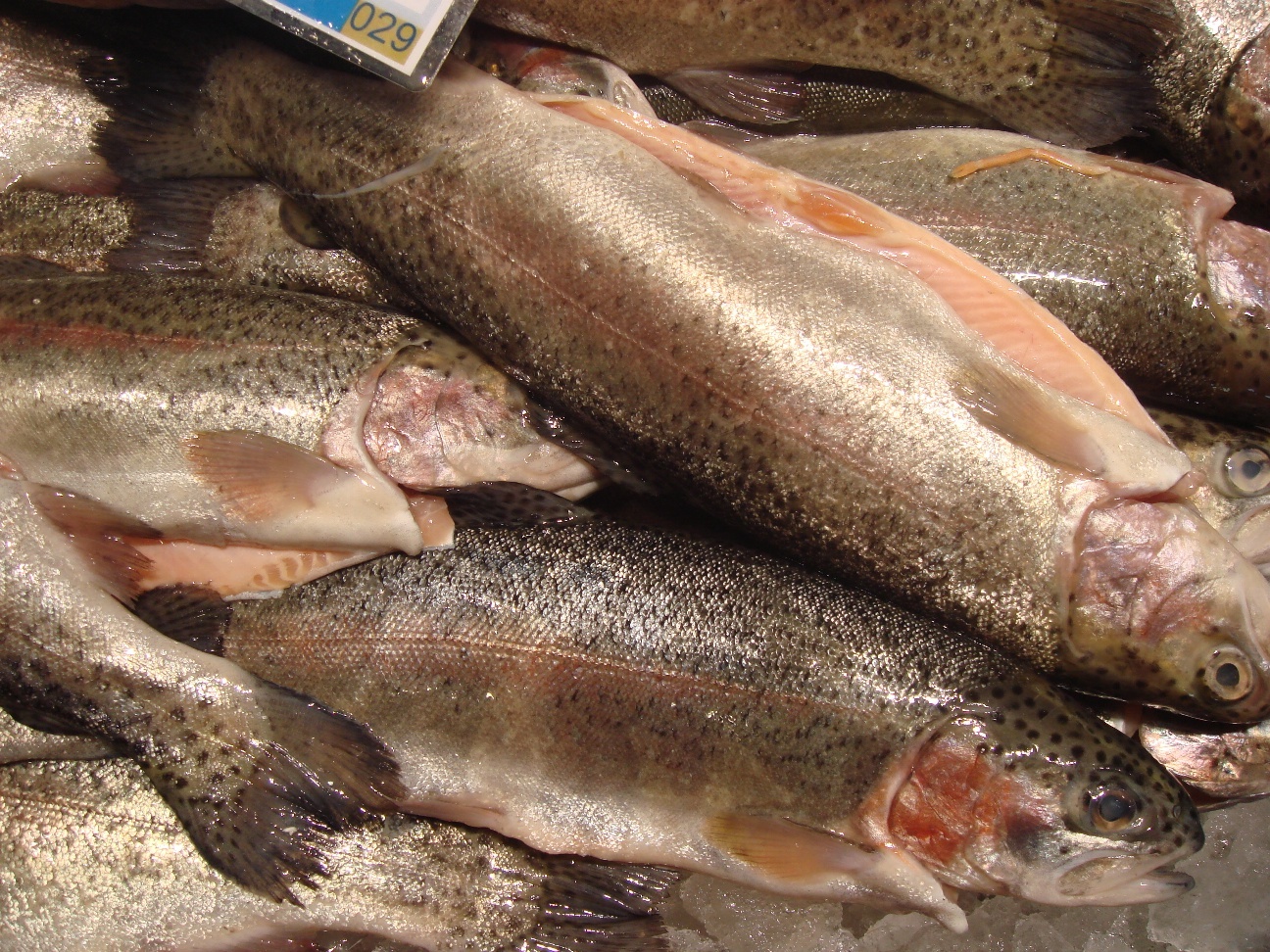
西澳一家水产市场出售的虹鳟

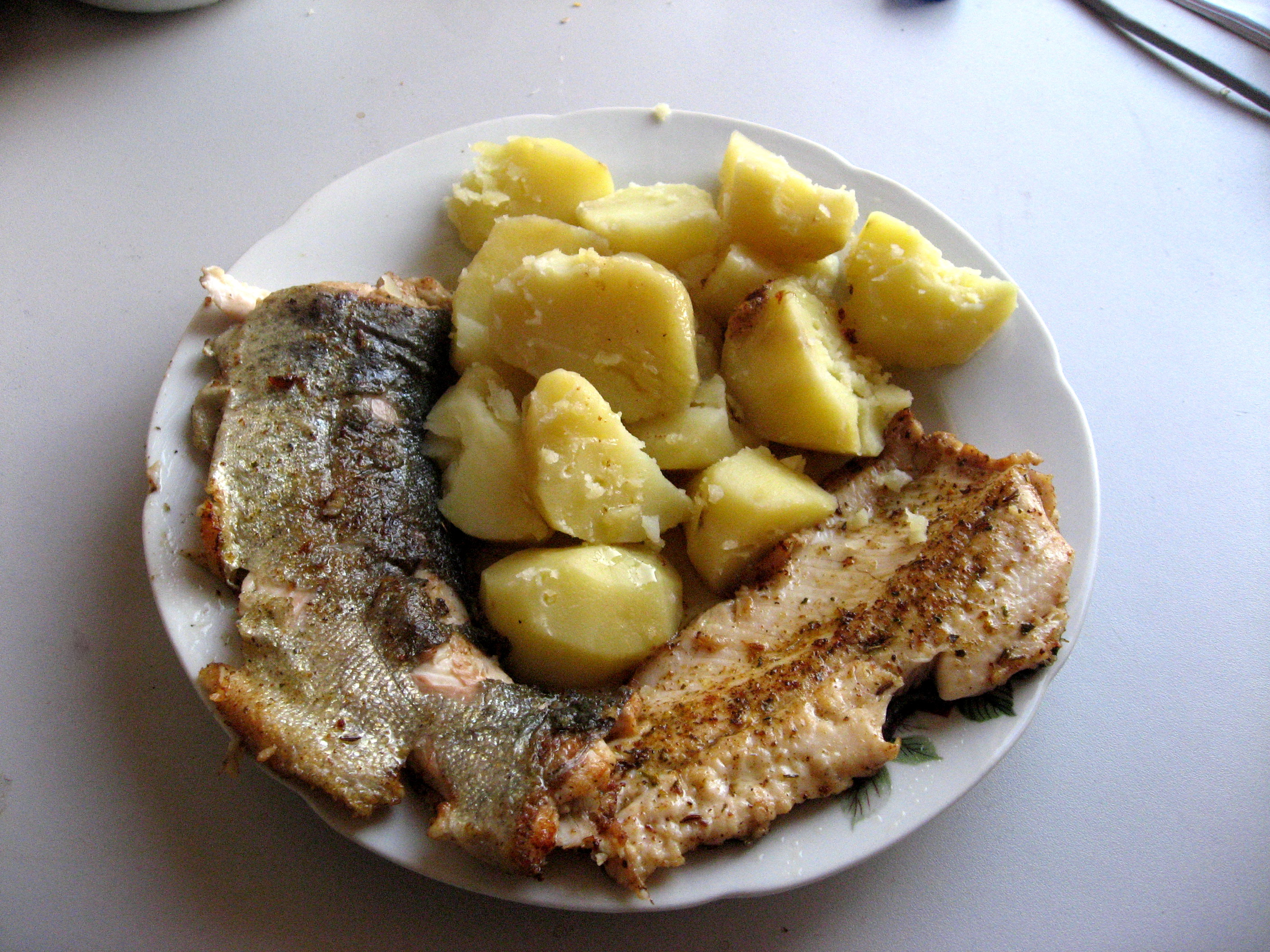
虹鳟土豆拼盘

虹鳟在西方饮食中十分受欢迎，适合各种烹饪方式食用，无论是野生还是养殖都属于上等的食用鱼。虹鳟的肉质较嫩并带有味似坚果的微香，而野生虹鳟则肉味要浓一些。虽然野生虹鳟更被美食家推崇，在美国餐厅出售的虹鳟和“硬头鳟”其实通常都是人工养殖的，因为养殖的虹鳟被认定为最安全的食用鱼之一并且富含B组维生素，口感也很好，并被蒙特雷湾水族馆的《海鲜观察》（Seafood Watch）名单列为适合人类食用的“最佳选择” 鱼种。在蒙大拿州，因为野生虹鳟被法律定义为游钓鱼，销售野生捕捞的虹鳟是非法行为，因此只能购买到养殖的虹鳟。
虹鳟的肉色和口感取决于其食谱和新鲜度。养殖的鳟鱼和一些野生鳟（特别是洄游的硬头鳟）因为饲料和食谱中含有大量来自于甲壳类（通常为虾肉）的虾红素所以肉色发红或发橙色。因为野生硬头鳟在许多栖息地的数量在减少，养殖的虹鳟被美国水产商视为优先考虑的选项，通常会将虾红素摄入量高（包括以色素形式添加在饲料中的）因而肉色更粉的养殖鱼贴上“硬头鳟”的标签销售。在智利和挪威，用海水养殖笼产出的虹鳟通常用“硬头鳟”的名义销售。在澳洲塔斯马尼亚引进养殖的海栖虹鳟则通常是淡水虹鳟和硬头鳟的杂交种，商业上俗称“洋鳟”（ocean trout）。
鳟鱼和鲑鱼一样可以在清洗后就马上烹饪，不需要去鳞、剥皮或切柳。如果带皮烹煮的话往往更有利于肉质保持完整。在欧洲销售的虹鳟通常整条烹饪，但美国人的习惯则是切掉鱼头后剔骨切柳。欧美人在食用虹鳟时通常会配饮白葡萄酒，比如霞多丽或长相思。
虹鳟能寄生23种原生生物寄生虫和至少169种后生生物寄生虫。养殖的虹鳟同样容易被寄生虫感染，例如对丹麦的虹鳟淡水养殖场的抽查，发现了10种后生生物寄生虫和10种原生生物寄生虫。阿根廷科学家报道，抽查了阿根廷南部一个湖里的114条虹鳟，找到了两种廣節裂頭絛蟲，感染率分别是57.8%和28.0%。智利科学家报道，他们抽查了智利引进的虹鳟，阔节裂头绦虫感染率高达71%，虹鳟肉中阔节裂头绦虫感染率高达62%。对从10个智利虹鳟养殖场逃逸的虹鳟抽查结果，阔节裂头绦虫感染率是9.2%，但是有的地方感染率高达50.9%。智利科学家还抽查了智利南部8个养殖场的虹鳟，发现了阔节裂头绦虫。鱼肉里的寄生虫是可以经过冷冻杀死的，美国食品药品监督管理局（FDA）的要求是生鱼肉在−20 °C（−4 °F）冷冻7天、或在−35 °C（−31 °F）冻硬后冷冻15小时（或直接冷冻24小时）才能食用。FDA没有对特定物种延长时间的规定，只是提示对超过6英寸（15）厚度的鱼肉可能需要更多时间冻透。

#### “三文鱼”争议

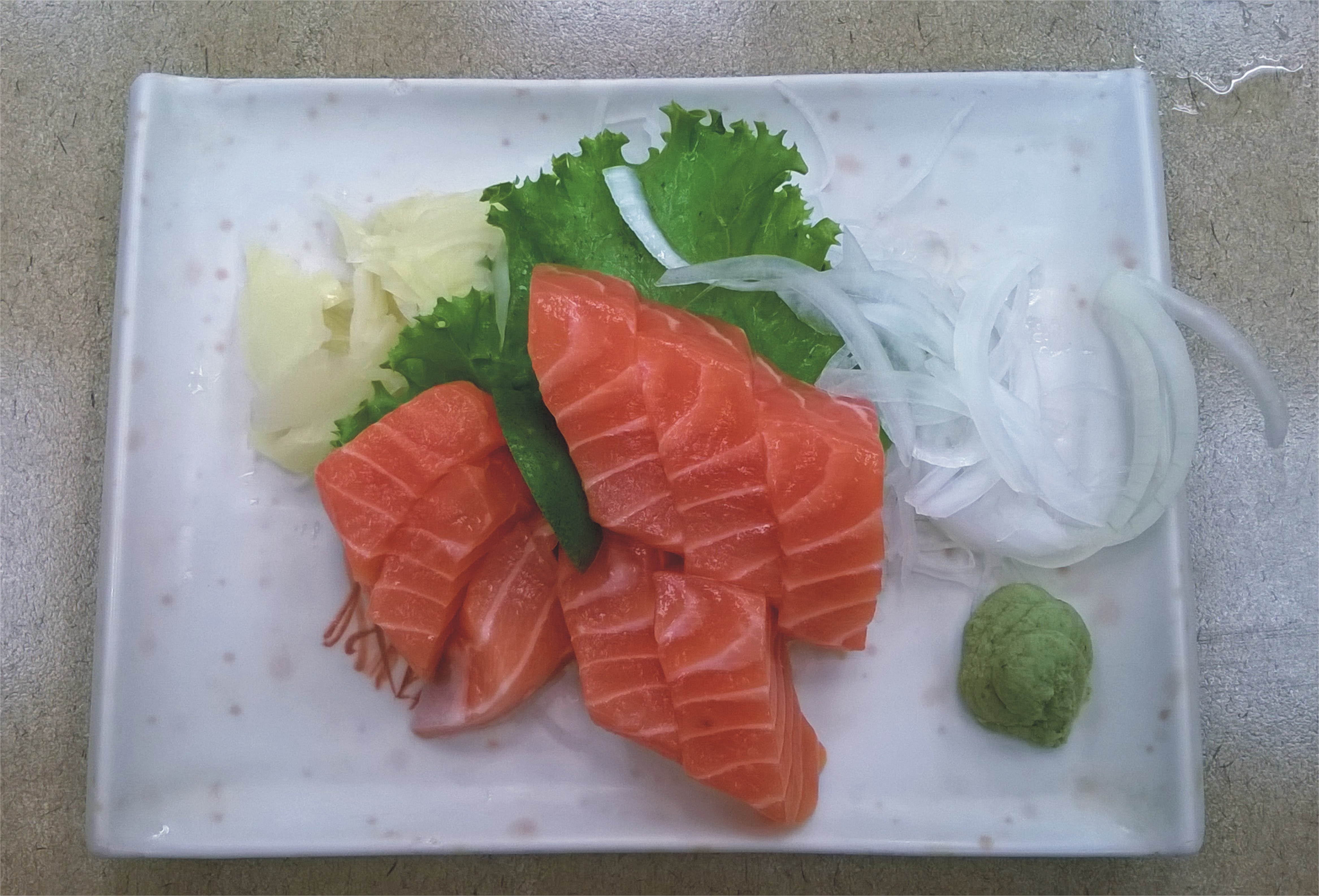
虹鳟生鱼片与鲑鱼生鱼片的外表几乎一模一样

由於虹鱒的肉質和顏色與同科的大西洋鲑非常相近，而價格較低，因此有些壽司料理店會以虹鱒肉當作鮭魚肉出售。而野生和开放圈养的淡水虹鱒十分容易被寄生蟲感染，质疑者认为需要烹煮消毒過才可使用，不可以當作刺身生吃。
据2018年5月的报道，中國大陸市面上三分之一的三文魚由青海省供應，事後被揭發青海的湖泊養殖場內是淡水虹鱒，可能含有大量寄生蟲不適合生食。到2018年8月10日，中國水產流通與加工協會正式發布《生食鮭魚》團體標準，將虹鱒直接定性為三文鱼品种之一。此舉被认为涉嫌允许用虹鳟充当进口鮭魚侵犯消费者的知情权因而引发舆论争议，认为在食品卫生監管缺失的情况下只可能助长食用混乱。上海海洋大學教授陳舜勝稱，生食虹鱒危害健康，《團體標準》提出的消滅寄生蟲的方法僅適用於海水魚。

### 游钓

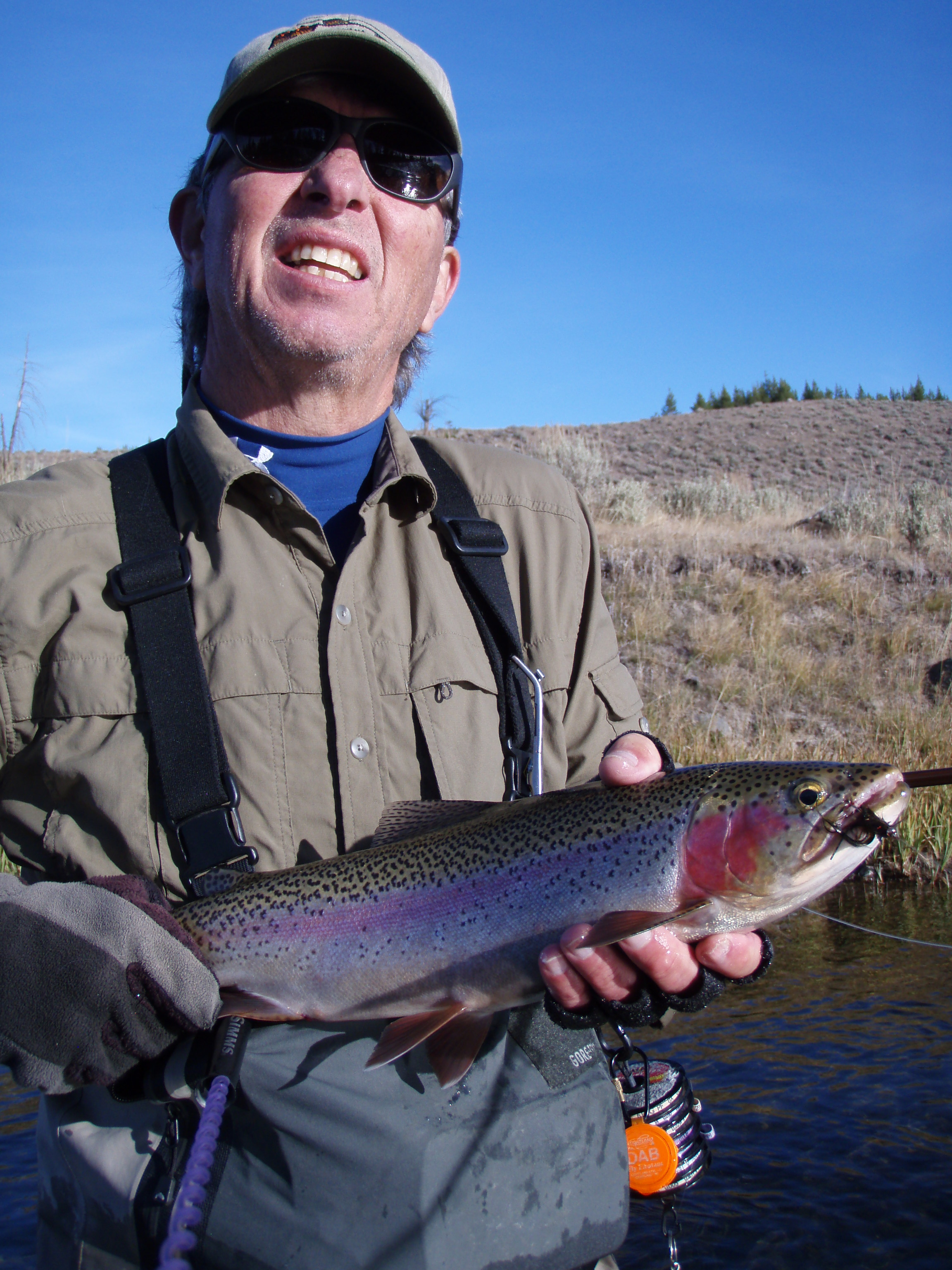
虹鳟是飞蝇钓群体中极受欢迎的游钓鱼

虹鳟和硬头鳟是垂钓（特别是飞蝇钓）爱好者中非常受欢迎的游钓鱼，有多种使用假饵的拟钓手法，也可以用活的或死的天然鱼饵诱钓。因为虹鳟上钩后会用力跳跃和挣扎（所谓的“洗鳃”），许多垂钓者将其评价为反抗最激烈的鳟鱼。虹鳟是北美洲五种顶级游钓鱼之一，并且是落基山脉以西最重要的游钓鱼。 国际钓鱼运动协会（International Game Fish Association，简称IGFA）所承认的世界纪录是2009年9月5日在加拿大薩克其萬省迪芬貝克湖捕捉到的一条重48磅（22）的虹鳟，是条从孵化场逃脱的基因改造过的种鱼。在普吉特海湾、华盛顿沿岸和哥伦比亚河有许多用来捕捉硬头鳟的部落商业渔场，但这些渔场引发了有关过度捕捞的争议。
因为在钓鱼爱好者中的受欢迎程度以及其对孵化场和新环境的强大适应能力，虹鳟被引进到了世界各地的水域，也因而在一些地区与原生物种竞争造成了环境和生态问题。而一些之前缺鱼的水体在引入虹鳟增殖放流后变成了世界级的高级渔场，比如五大湖和黄石国家公园中的火洞河（Firehole River）。

### 净水

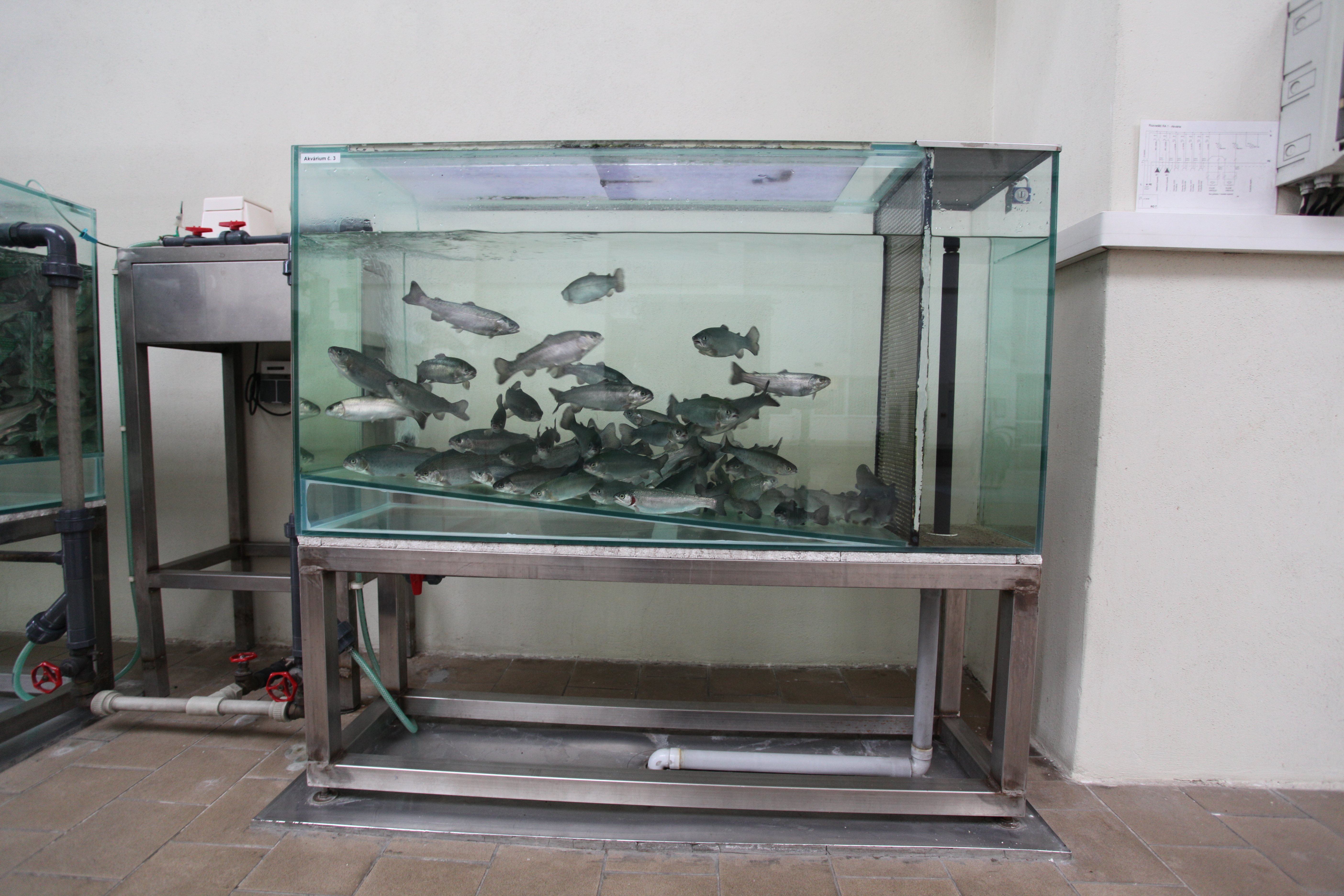
净水厂中的虹鳟

虹鳟有时会被水厂用作生物指标来检测水质，以便评估水净化的需求和成效。

### 观赏
虹鳟体色艳丽，其白化个体金虹鳟也具有更高的观赏价值，在家庭水族箱中饲养虹鳟是具有挑战性的，它们应当饲养在低水温、有湍急水流和足够大的水族箱当中——它们十分活跃，而且能长到比较大的体型，并喂以肉类。

## 扩展阅读
維基物種上的相關：虹鱒